# Lumpacivagabundus
Lumpacivagabundus er en dansk stum dramafilm fra 1912 produceret af Filmfabrikken Skandinavien. Filmen er baseret på Johann Nestroys komedie Der boese Geist Lumpazivagabundus fra 1833. Instruktøren er ukendt. 
Filmen havde dansk premiere den 8. april 1912 som åbningsforestillingen i Magnus Bech-Olsens nye biograf, Kæmpe-Biografen, hvor den blev en stor succes.

## Handling
Snedkersvenden Spaan er blevet smidt på porten af sin mester for at have et forhold til datteren Ernestine. På landevejen møder han den spinkle skræddersvend Naal og den fordrukne skomagersvend Syl, og de tre knytter et varmt venskab. En dag er de så heldige at vinde stort i lotteriet, hvorefter de går hver til sit med løftet om at mødes igen et år senere. Her skal det vise sig, at det, trods nyvunden rigdom, ikke er gået dem alle godt.
Filmen indeholder ingen mellemtekster.

## Medvirkende
- Jørgen Lund som Klods, snedkermester
- Alma Lagoni som Ernestine, Klods' datter
- Oscar Stribolt som Syl, Skomagersvend
- Gerhard Jessen som Spaan, snedkersvend
- Olga Svendsen som	Nicoline Svedskesen, skomagerenke
- Holger Pedersen (Gissemand) som Naal, skræddersvend
- Alfred Arnbak	som Von Sprinkel, baron
- Johan Nielsen som	Von Spankel, baron
- Aage Brandt som Aaron, en jøde
- Charles Løwaas som Kollektør
- Vilhelm Møller som Naals tilskærer
- Arnold Jensen som En tjener hos Naals
- Bertha Olsen som  En tjenestepige
- Waldemar Wennerwald som Naals bogholder
- Carl O. Stein som En krovært
- Emma Christiansen som 1st kurtisane
- Bertha Lindgren som 2den kurtisane
- Fru Lønsmann som Anna, pige hos Spaan